# Isaak Emmanuilowitsch Babel

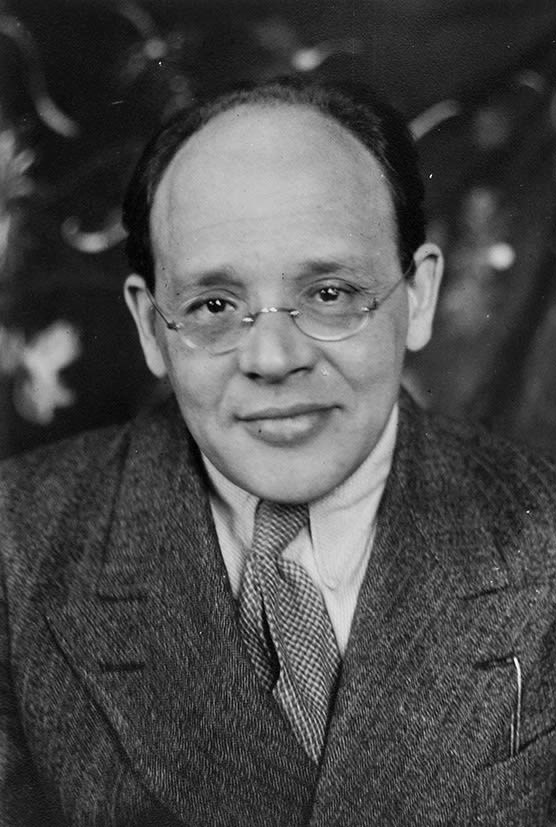
Isaak Babel

Isaak Emmanuilowitsch Babel (russisch Исаак Эммануилович Бабель; * 30. Junijul. / 12. Juli 1894greg. in Odessa; † 27. Januar 1940 in Moskau) war ein sowjetischer Journalist und Schriftsteller. Sein bekanntestes Werk ist der 1926 veröffentlichte Erzählband Die Reiterarmee. Nach anfänglichen Erfolgen in der jungen Sowjetunion fiel er den stalinistischen Säuberungen zum Opfer und wurde 1940 hingerichtet (nach einer anderen Quelle 1941); 1954 wurde er rehabilitiert.

## Leben

### Kindheit und Jugend
Isaak Babel wurde 1894 als Sohn von Emmanuel Isaakowitsch und seiner Frau Fejga in eine Familie von jüdischen Händlern im Moldawanka-Quartier in Odessa geboren, das er später in seinen Geschichten aus Odessa schilderte. Kurz nach seiner Geburt übersiedelte die Familie nach Nikolajew, wo es Babels Vater zu Wohlstand brachte. Im Winter 1905 kehrte Babel nach Odessa zurück und besuchte die nach dem Zaren Nikolaus I. benannte und angesehene Wirtschaftsschule von Odessa, die er 1911 abschloss. Inspiriert von seinem Lehrer für Französisch und Literatur, las Babel die Autoren Gustave Flaubert und Guy de Maupassant. Weiterhin begann er, auf Französisch erste Geschichten zu schreiben.

### Anfang der literarischen Karriere
Da ein Studium an der Universität von Odessa wegen der Quote für Juden nicht in Frage kam, ging Babel nach Kiew an das Institut für Ökonomie und Finanzen. Hier traf er Jewgenija Gronfein, seine zukünftige Frau. 1916 schloss Babel sein Studium ab und zog nach Petrograd (heute: Sankt Petersburg), das nicht zum Ansiedlungsrayon (Черта оседлости) gehörte, in dem Juden sich in Russland niederlassen durften. In der Stadt lernte er den Schriftsteller Maxim Gorki kennen, der einige der Kurzgeschichten Babels in seinem Magazin Letopis („Летопись“) veröffentlichte. Gorki gab dem angehenden Schriftsteller den Rat, sich mehr Lebenserfahrung zu verschaffen. Später schrieb Babel in seiner Autobiografie: „[…] Ich verdanke alles diesem Zusammentreffen und spreche auch heute noch Alexej Maximowitsch's Namen mit Liebe und Bewunderung aus.[…]“. Eine seiner bekanntesten autobiographischen Erzählungen mit dem Titel Die Geschichte meines Taubenhauses („История моей голубятни“) widmete er Gorki. Die Geschichte Das Badezimmerfenster erschien den russischen Zensoren obszön, und Babel wurde für die daraus entstehende Verletzung des Artikel 1001 des Kriminalgesetzbuches bestraft.
Der Erste Weltkrieg und die darauffolgende russische Revolution veränderten auch Babels Leben vollständig. In den nächsten sieben Jahren kämpfte er im Ersten Weltkrieg an der rumänischen Front und arbeitete für die Tscheka als Übersetzer bei der Spionageabwehr. Neben weiteren Tätigkeiten war er Mitglied im regionalen Komitee der Bolschewiki in Odessa, einer Einheit zur Requirierung von Nahrungsmitteln, im Narkompros (Kommissariat für Erziehung und Bildung) und Reporter für Zeitungen in den Städten Tiflis und Petrograd. Am 9. August 1919 heiratete er Jewgenija Gronfein in Odessa.

### Babel als sowjetischer Schriftsteller
Im Jahr 1920 wurde er auf dem Höhepunkt des russischen Bürgerkriegs als Reporter der Reiterarmee des Generals Budjonny zugeteilt, nachdem er sich, dem Rat Maxim Gorkis folgend, freiwillig zum Dienst in der Roten Armee gemeldet hatte. Er wurde Zeuge des erfolglosen Versuches dieser Reiterarmee, das polnische Kernland zu besetzen, nachdem der Vorstoß der polnischen Armee auf dem Territorium der Ukraine vorher erfolgreich abgewehrt worden war. Der Roten Armee gelang es zwar, im Polnisch-Sowjetischen Krieg Warschau zu bedrohen, sie wurde jedoch wieder zurückgeschlagen. In dieser Zeit freundete sich Babel mit Kommandeuren der Roten Armee an, die später wie er Opfer der Stalinschen Säuberungen wurden, darunter Iona Jakir und Dmitri Schmidt.
Babel schrieb: „Erst im Verlauf des Jahres 1923 habe ich gelernt, meine Gedanken in einer klaren und knappen Weise auszudrücken. Danach begann ich wieder zu schreiben.“ Verschiedene Geschichten, die später in dem Band Die Reiterarmee zusammengefasst wurden, wurden 1924 in Wladimir Majakowskis Magazin LEF („ЛЕФ“) publiziert. Babels ehrliche Beschreibung der Brutalität des Krieges und sein Verzicht auf Beschönigungen brachten ihm eine Reihe von mächtigen Feinden ein, darunter auch Budjonny. Dieser warf Babel vor, die „Gestalten der Kämpfer“ verzerrt dargestellt zu haben. Die Intervention Gorkis verhinderte jedoch eine Vernichtung des Buches, welches bald in verschiedene Sprachen übersetzt wurde. (Unter dem vom russischen Original abweichenden Titel Budjonnys Reiterarmee erschien es 1926 in Deutschland.). Gorki warf Budjonny vor, er habe das Buch „von der Höhe des Pferderückens“ aus beurteilt und nicht „von der Höhe der Kunst“.
Nachdem er nach Odessa zurückgekehrt war, begann Babel eine Serie von Kurzgeschichten über das Leben im Odessaer Viertel Moldawanka vor und nach der Oktoberrevolution zu schreiben. Diese wurden zunächst in verschiedenen Magazinen und Zeitschriften veröffentlicht, 1931 wurden die gesammelten Erzählungen unter dem Titel Geschichten aus Odessa als Buch veröffentlicht. In dieser Zeit traf Babel Ilja Ehrenburg und schloss mit ihm Freundschaft. Er veröffentlichte seine Kurzgeschichten während der gesamten verbleibenden 1920er Jahre. 1925 emigrierte seine erste Frau Jewgenija Gronfein nach Paris. Er heiratete später Antonina Piroschkowa.
1930 reiste Babel durch die Ukraine und sah die Brutalität, mit der die Zwangskollektivierung in der Sowjetunion durchgeführt wurde. Als Stalin seinen Griff um die sowjetische Kultur festigte und besonders nach dem Entstehen des „Sozialistischen Realismus“ begann Babel sich vom öffentlichen Leben zurückzuziehen. „Zu arbeiten“, notierte er, „fällt mir sehr viel schwerer als früher“. In Deutschland von Kurt Tucholsky in der Weltbühne gelobt, wuchsen zu Hause die persönlichen Schwierigkeiten, welche sich aus seinem ungeschönten Umgang mit der Realität des russischen Bürgerkrieges ergaben. Was Babels Wahrheit unbequem, ja gefährlich machte: Noch gab es Augenzeugen, Verantwortliche, für die von Babel in der Reiterarmee geschilderten Geschehnisse, welche sich zum Teil in einflussreichen Positionen des sowjetischen Staatsapparates befanden. Gegen die Vorwürfe, er habe das Bild der Roten Reiterarmee entstellt, konnte er sich daher öffentlich schon nicht mehr äußern.
Nach einigen vergeblichen Anfragen wurde es Babel schließlich gestattet, ins Ausland nach Paris zu reisen und dort seine Familie zu besuchen. 1935 hielt er eine Ansprache auf dem Kongress antifaschistischer Schriftsteller in Paris. Nach seiner Rückkehr arbeitete er mit Sergei Eisenstein an dem Film Die Beshin-Wiese und schrieb an Drehbüchern für weitere sowjetische Filme mit. 1935 erschien sein zweites Theaterstück Marija im Druck. Es spielt im revolutionären Petrograd nach 1917, in einer Stadt des Elends und des Todes. Die scharfen Reaktionen auf die Veröffentlichung führten zum Abbruch der Proben an verschiedenen Theatern. Es wurde an keiner sowjetischen Bühne aufgeführt. Seine Welturaufführung erfuhr das Drama 1964 in italienischer Sprache am Piccolo-Theater in Florenz.
Nach dem Tod Maxim Gorkis 1936 verbrachte Babel seine Zeit in der ständigen Angst, verhaftet zu werden. Obwohl er Schriftsteller und im Ausland gewesen war, wurde er aber vom Großen Terror unter Nikolai Jeschow zunächst verschont. Babel war mit Jeschows Frau befreundet. Auch unterhielt er gute Kontakte zu Jeschows Stellvertreter Jakow Agranow, der im NKWD für die Überwachung von Schriftstellern und Künstlern zuständig war. Erst nach der Absetzung Jeschows im Dezember 1938 geriet er in akute Gefahr.

### Verhaftung und Tod

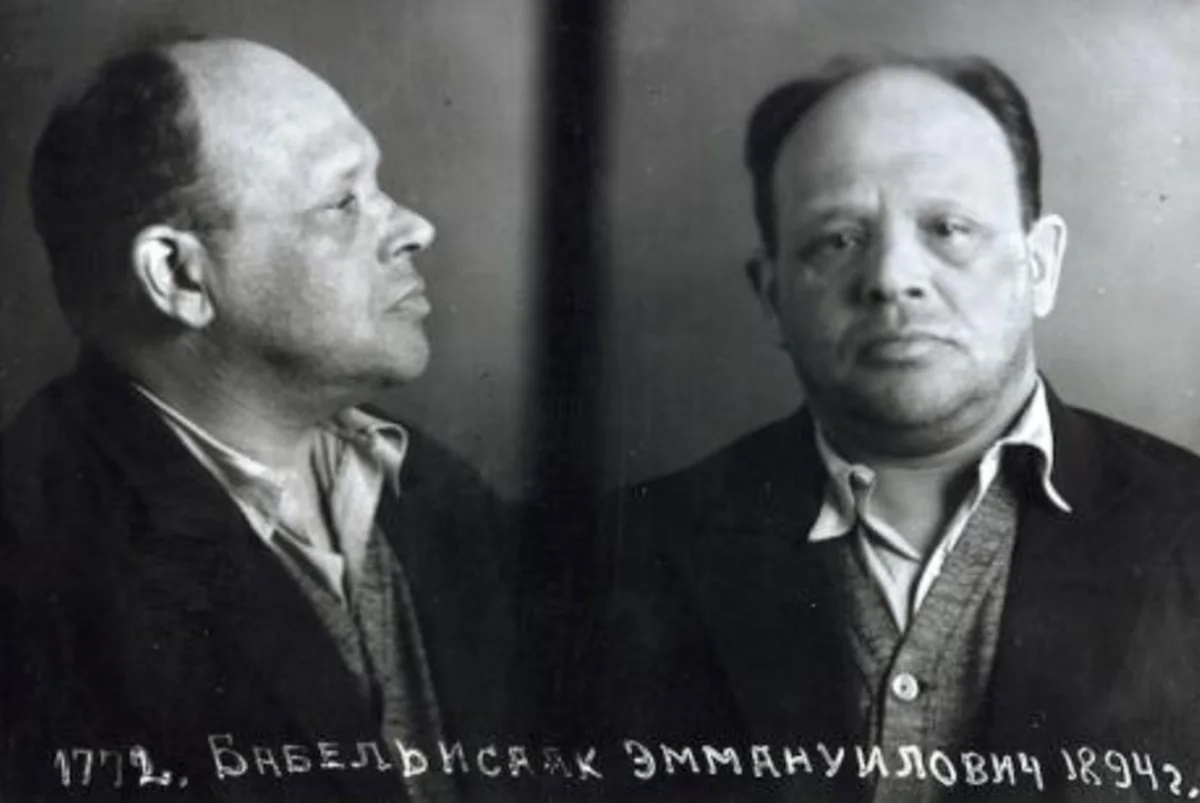
Vom NKWD aufgenommenes Foto Isaak Babels (Lubjanka, Mai 1939)

Man verhaftete Babel aufgrund einer Denunziation am 15. Mai 1939 in seiner Datscha im Dorf Peredelkino. Er wurde in Begleitung seiner Frau (die nicht verhaftet wurde) in das große Moskauer Gefängnis Lubjanka gebracht und beschuldigt, für den Westen spioniert zu haben. Die Anschuldigungen stützten sich dabei hauptsächlich darauf, dass Babel aufgrund einer Affäre mit der Frau des ehemaligen NKWD-Chefs Jeschow gute Kontakte zu diesem und auch zu dessen Vorgänger Jagoda besaß. Neben diesen tatsächlich ausschlaggebenden Fakten, durch die er vom neuen NKWD-Chef Lawrenti Beria als Feind angesehen wurde, warf man ihm im Laufe der Verhöre auch noch „verbotene“ Gespräche mit verschiedenen anderen „Staatsfeinden“ vor. Babel wurde während der Verhöre schwer gefoltert und gab schließlich zu, Mitglied einer trotzkistischen Gruppe gewesen zu sein, für die ihn Ehrenburg und der französische Schriftsteller André Malraux bei seinem Paris-Aufenthalt angeworben hätten. Auch der Filmregisseur Sergej Eisenstein und der Theaterregisseur Wsewolod Meyerhold seien an der Verschwörung beteiligt gewesen.
Am Tag der Gerichtsverhandlung widerrief er das erzwungene Geständnis. Dennoch wurde er am 26. Januar 1940 von einem Tribunal unter Vorsitz von Wassili Ulrich für schuldig befunden und am darauffolgenden Tag im Gefängnis Butyrka erschossen. Die Exekution nahm der Leiter des Moskauer NKWD-Erschießungskommandos Wassili Blochin persönlich vor. Babels Witwe Antonina Nikolajewna erfuhr erst 15 Jahre später von seinem Tod – vorher wurde ihr immer wieder die falsche Information gegeben, dass ihr Mann noch am Leben sei – und die volle Wahrheit erst 1988. Nach einer offiziellen Version sollte er in einem Lager in Sibirien am 17. März 1941 gestorben sein. Seine Manuskripte wurden bei seiner Verhaftung vom NKWD beschlagnahmt und später verbrannt.
Am 23. Dezember 1954 wurde Babel öffentlich von den gegen ihn erhobenen Anschuldigungen freigesprochen. Dies ermöglichte seiner Witwe die erneute Veröffentlichung seiner erhalten gebliebenen Werke ab 1957.

## Ehrungen
1994 wurde der Asteroid (5808) Babelʹ nach ihm benannt.

## Werke (in Auswahl)
- Budjonnys Reiterarmee. (Laut Selbstanzeige des Verlags) „einzig autorisierte Übersetzung aus dem Russischen“ von Dmitrij Umankij, Malik Verlag, Berlin 1926. (Zahlreiche, z. T. stillschweigend veränderte Nachauflagen, u. a. Frankfurt 1994, ISBN 3-518-22151-5.)
- Ein Abend bei der Kaiserin. Erzählungen, Dramen, Selbstzeugnisse. Volk und Welt, Berlin 1969.
- Budjonnys Reiterarmee und anderes. Das erzählende Werk. Mit einem Nachwort von Walter Jens. Walter-Verlag, Olten und Freiburg im Breisgau 1960.
- Geschichten aus Odessa. Autobiographische Erzählungen. Deutsch von Milo Dor und Reinhard Federmann. München 1987, ISBN 3-423-10799-5.
- Marija (Theaterstück). 1935.
- Sonnenuntergang („Sunset“, Theaterstück), 1928.
- Werke. 2 Bände. Herausgegeben von Fritz Mierau. Volk und Welt, Berlin 1973 (Bd. 1: Die Reiterarmee; Bd. 2: Frühe Erzählungen).
- Erste Hilfe. Sämtliche Erzählungen. Greno-Verlag, Nördlingen 1987, Reihe Die Andere Bibliothek, ISBN 978-3-89190-232-5 (beruht lt. Nachbemerkung auf der Werkausgabe von 1973).
- Tagebuch 1920. Aus dem Russischen übersetzt, herausgegeben und kommentiert von Peter Urban. Friedenauer Presse, Berlin 1990, ISBN 3-921592-59-3.
- Die Reiterarmee. Aus dem Russischen übersetzt, herausgegeben und kommentiert von Peter Urban. Friedenauer Presse, Berlin 1994, ISBN 3-921592-84-4.
- Briefe an die Familie 1915–1939, hrsg. und aus dem Russischen übersetzt von Gerhard Hacker, Verlag Johannes Lang, Münster 1995, ISBN 3-9801472-7-4.[13]
- Zwei Welten (Auswahl von 46 Erzählungen). Aus dem Russischen übersetzt und mit einem Nachwort versehen von Milo Dor und Reinhard Federmann. Verlag Kurt Desch, Wien, München, Basel 1960.
- Die Geschichte meines Taubenschlags. In: Mein Taubenschlag. Sämtliche Erzählungen. Hrsg. von Urs Heftrich, Bettina Kaibach. Übers. dies., Peter Urban (Einheitliche Neuübers. aller Erzählungen). Carl Hanser, München 2014, ISBN 3446243453.[14]
- Wandernde Sterne. Dramen, Drehbücher, Selbstzeugnisse. Herausgegeben von Urs Heftrich und Bettina Kaibach unter Mitarbeit von Brigitte van Kann; übersetzt von Bettina Kaibach und Peter Urban; kommentiert von Urs Heftrich, Bettina Kaibach, Peter Urban und mit einem Nachwort von Bettina Kaibach, Hanser, München 2022, ISBN 978-3-446-27270-5.
- The Complete Works of Isaac Babel. trans. Peter Constantine, ed. Nathalie Babel, introduction Cynthia Ozick, Norton, New York 2002 (Online).

## Einzelbelege
1. ↑  Babel, Isaak Emmanuilowitsch. In: Open List. Opfer der Repressionen 1917–1991. 2021 (russisch).
2. ↑  Arkadi Waksberg: Die Verfolgten Stalins. Aus den Verliesen des KGB. Reinbek 1993, S. 54–55.
3. ↑  Arkadi Waksberg: Die Verfolgten Stalins. Aus den Verliesen des KGB. Reinbek 1993, S. 53. Zur Editionsgeschichte des Buches, das in der Folge immer wieder Eingriffen der Zensur ausgesetzt war vgl. das Nachwort von Peter Urban in der von ihm 1994 vorgelegten deutschen Ausgabe der Reiterarmee, der erstmals der vollständige, unzensierte Text der russischen Erstausgabe zugrunde lag. Ebendort S. 287–317.
4. ↑   Vitali Chentalinski: Les surprises de la Loubianka. Nouvelles découvertes dans les archives du KGB. Paris 1996, S. 170.
5. ↑  Enzo Biagi: […] Babel liebt es, sich über den Nächsten lustig zu machen. Wenn er nicht gestört werden will, antwortet er am Telefon mit einer Frauenstimme. Er macht sich sogar über Jagoda lustig, den er bei Freunden trifft: «Genrich Gregorijewitsch, sagen Sie mir, wie muß man sich verhalten, wenn man Ihnen in die Fänge gerät?» Und Jagoda antwortete belustigt: «Alles abstreiten, wie auch immer die Vorwürfe lauten, nein sagen, immer nur nein sagen. Dagegen können wir nichts machen.»
6. ↑  Simon Sebag-Montefiore: Isaac Babel; Book of a Lifetime: […] when Yezhov was thrown from power, so died she and all her lovers – including Babel.
7. ↑  Arkadi Waksberg: Die Verfolgten Stalins. Aus den Verliesen des KGB. Reinbek 1993, S. 57–58.
8. ↑   Natalia I. Lebedeva (Hrsg.): Katyn’ 1940–2000. Dokumenty. Moskau 2001, S. 35–36.
9. ↑  Doris Liebermann: Isaak Babel: Das tragische Ende eines Literaten. In: Kalenderblatt. 27. Januar 2015. Auf Deutschlandfunk.de, abgerufen am 12. Oktober 2019.
10. ↑  So auch Fritz Mierau im Vorwort zu: Isaak Babel, Die Reiterarmee und andere Erzählungen. Verlag Kultur und Fortschritt, Berlin 1965, S. 13. f.: „Auf eine verleumderische Anzeige wurde er am 15. Mai 1939 verhaftet und starb am 17. März 1941 kurz vor Vollendung seines siebenundvierzigsten Lebensjahres.“
11. ↑  Die Manuskripte umfassten mehrere Dutzend Erzählungen, ein Drehbuch, ein halbfertiges Theaterstück und eine Materialsammlung zu einer Biographie seines Freundes Maxim Gorki. Dies geht aus einem Gesuch Babels an Lawrenti Beria hervor, in dem er darum bat, das Material zu sichten und zur Veröffentlichung vorzubereiten. siehe Enzo Biagi: Lubjanka oder Die Gewöhnung an den Tod.
12. ↑  Isaak Emmanuilowitsch Babel beim IAU Minor Planet Center (englisch)
13. ↑  Petra Morsbach: Gier nach Blut und Tod. In: Der Spiegel. Abgerufen am 18. August 2021.
14. ↑  Der Weg erstmals in unzensierter Form der Ausgabe letzter Hand.

| Personendaten    | Personendaten                                                     |
| ---------------- | ----------------------------------------------------------------- |
| NAME             | Babel, Isaak Emmanuilowitsch                                      |
| ALTERNATIVNAMEN  | Babel, Isaak Emmanuelovich; Бабель, Исаак Эммануилович (russisch) |
| KURZBESCHREIBUNG | russischer Journalist und Autor jüdischer Herkunft                |
| GEBURTSDATUM     | 12. Juli 1894                                                     |
| GEBURTSORT       | Odessa, Russisches Kaiserreich                                    |
| STERBEDATUM      | 27. Januar 1940                                                   |
| STERBEORT        | Moskau, Sowjetunion                                               |